# Teorema de Bendixson-Dulac

Segons el teorema de Dulac, qualsevol sistema autònom 2D amb una òrbita periòdica té una regió amb divergència positiva i negativa dins d'aquesta òrbita. Aquí representats per regions vermelles i verdes respectivament

En matemàtiques, el teorema de Bendixson-Dulac sobre sistemes dinàmics estableix que si existeix una funció {\displaystyle \varphi (x,y)} {\displaystyle C^{1}} (anomenada la funció Dulac) tal que l'expressió
{\displaystyle {\frac {\partial (\varphi f)}{\partial x}}+{\frac {\partial (\varphi g)}{\partial y}}}
té el mateix signe {\displaystyle \neq 0} gairebé pertot en una regió simplement connex del pla, llavors el sistema autònom del pla
{\displaystyle {\frac {dx}{dt}}=f(x,y),}
{\displaystyle {\frac {dy}{dt}}=g(x,y)}
no té solucions periòdiques no-constants que es trobin completament dins de la regió. «Gairebé pertot» significa a tot arreu excepte possiblement en un conjunt de mesura 0, com un punt o línia.
El teorema va ser establert per primera vegada pel matemàtic suec Ivar Bendixson el 1901 i posteriorment refinat pel matemàtic francès Henri Dulac el 1933 utilitzant el teorema de Green.

## Demostració
Utilitzant la prova per contradicció i sense perdre la generalitat, fem que hi hagi una funció {\displaystyle \varphi (x,y)} tal que existeixi una funció tal que 
{\displaystyle {\frac {\partial (\varphi f)}{\partial x}}+{\frac {\partial (\varphi g)}{\partial y}}>0}
a la regió simplement connexa {\displaystyle R}. Sigui {\displaystyle C} una trajectòria tancada del sistema autònom del pla en {\displaystyle R}. Fem que {\displaystyle D} es trobi a l'interior de {\displaystyle C}. Llavors pel teorema de Green,
{\displaystyle {\begin{aligned}&\iint _{D}\left({\frac {\partial (\varphi f)}{\partial x}}+{\frac {\partial (\varphi g)}{\partial y}}\right)\,dx\,dy=\oint _{C}\left(-\varphi g\,dx+\varphi f\,dy\right)\\[6pt]={}&\oint _{C}\varphi \left(-{\dot {y}}\,dx+{\dot {x}}\,dy\right).\end{aligned}}}
A causa del signe constant, la integral esquerra de la línia anterior ha d'avaluar un nombre positiu. Però al llarg de {\displaystyle C}, {\displaystyle dx={\dot {x}}\,dt} i {\displaystyle dy={\dot {y}}\,dt}, l'integrand s'anul·la (és de fet és 0 a tot arreu). Això és una contradicció, de manera que no pot haver-hi aquesta trajectòria tancada {\displaystyle C}; la solució periòdica no existeix i es demostra el teorema.